# Madrid Tennis Grand Prix 1975
Il Madrid Tennis Grand Prix 1975 è stato un torneo di tennis giocato sulla terra rossa. È stata la 4ª edizione del Madrid Tennis Grand Prix che fa parte del Commercial Union Assurance Grand Prix 1975. Si è giocato a Madrid in Spagna dal 6 al 12 ottobre 1975.

## Campioni

### Singolare
Jan Kodeš ha battuto in finale  Adriano Panatta con il punteggio di 5–7, 2–6, 7–6, 6–2, 6–3

### Doppio
Jan Kodeš /  Ilie Năstase hanno battuto in finale  Juan Gisbert /  Manuel Orantes con il punteggio di 7–6, 4–6, 9–7